# Sainte-Opportune-la-Mare
Sainte-Opportune-la-Mare és un municipi francès situat al departament de l'Eure i a la regió de Normandia. L'any 2007 tenia 423 habitants.

## Demografia

### Població
El 2007 la població de fet de Sainte-Opportune-la-Mare era de 423 persones. Hi havia 174 famílies de les quals 40 eren unipersonals (12 homes vivint sols i 28 dones vivint soles), 59 parelles sense fills, 67 parelles amb fills i 8 famílies monoparentals amb fills.
La població ha evolucionat segons el següent gràfic:
Habitants censats

### Habitatges
El 2007 hi havia 207 habitatges, 172 eren l'habitatge principal de la família, 28 eren segones residències i 8 estaven desocupats. 191 eren cases i 3 eren apartaments. Dels 172 habitatges principals, 134 estaven ocupats pels seus propietaris, 35 estaven llogats i ocupats pels llogaters i 3 estaven cedits a títol gratuït; 1 tenia una cambra, 7 en tenien dues, 25 en tenien tres, 46 en tenien quatre i 93 en tenien cinc o més. 103 habitatges disposaven pel capbaix d'una plaça de pàrquing. A 69 habitatges hi havia un automòbil i a 88 n'hi havia dos o més.

### Piràmide de població
La piràmide de població per edats i sexe el 2009 era:
| Homes | Edats   | Dones |
| ----- | ------- | ----- |
| 0     | 95 o +  | 0     |
| 0     | 90 a 94 | 0     |
| 4     | 85 a 89 | 4     |
| 8     | 80 a 84 | 0     |
| 4     | 75 a 79 | 16    |
| 0     | 70 a 74 | 12    |
| 4     | 65 a 69 | 8     |
| 8     | 60 a 64 | 8     |
| 28    | 55 a 59 | 8     |
| 4     | 50 a 54 | 28    |
| 4     | 45 a 49 | 12    |
| 12    | 40 a 44 | 4     |
| 12    | 35 a 39 | 24    |
| 16    | 30 a 34 | 12    |
| 16    | 25 a 29 | 12    |
| 16    | 20 a 24 | 8     |
| 20    | 15 a 19 | 12    |
| 8     | 10 a 14 | 8     |
| 8     | 5 a 9   | 28    |
| 4     | 0 a 4   | 4     |

## Economia
El 2007 la població en edat de treballar era de 262 persones, 197 eren actives i 65 eren inactives. De les 197 persones actives 186 estaven ocupades (92 homes i 94 dones) i 11 estaven aturades (4 homes i 7 dones). De les 65 persones inactives 30 estaven jubilades, 18 estaven estudiant i 17 estaven classificades com a «altres inactius».

### Ingressos
El 2009 a Sainte-Opportune-la-Mare hi havia 178 unitats fiscals que integraven 442 persones, la mediana anual d'ingressos fiscals per persona era de 18.920 €.

### Activitats econòmiques
Dels 11 establiments que hi havia el 2007, 1 era d'una empresa alimentària, 3 d'empreses de construcció, 2 d'empreses de comerç i reparació d'automòbils, 2 d'empreses d'hostatgeria i restauració, 1 d'una empresa financera, 1 d'una empresa immobiliària i 1 d'una empresa de serveis.
Dels 5 establiments de servei als particulars que hi havia el 2009, 1 era un paleta, 1 fusteria, 1 lampisteria, 1 restaurant i 1 agència immobiliària.
L'únic establiment comercial que hi havia el 2009 era una fleca.
L'any 2000 a Sainte-Opportune-la-Mare hi havia 25 explotacions agrícoles que ocupaven un total de 435 hectàrees.

## Equipaments sanitaris i escolars
El 2009 hi havia una escola elemental integrada dins d'un grup escolar amb les comunes properes formant una escola dispersa.

## Poblacions més properes
El següent diagrama mostra les poblacions més properes.